# 里托姆湖
46°32′24″N 8°41′21″E / 46.54000°N 8.68917°E

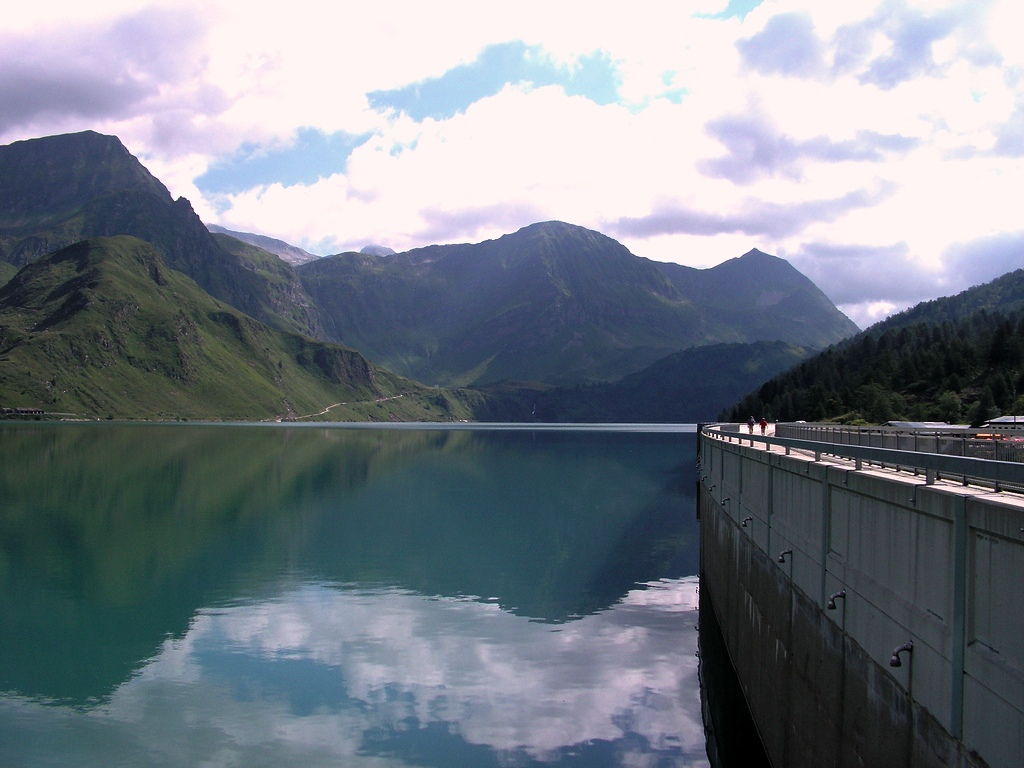

里托姆湖是瑞士的湖泊，位於該國南部提契諾州，面積1.49平方公里，集水區面積22.6平方公里，海拔高度1,850米，最大水深69米，蓄水量0.48億立方米。

## 外部連結
- Lago Ritom （页面存档备份，存于） - tourist information
- Funicolare del Ritom （页面存档备份，存于） （意大利文） （德文） - Ritom funicular
- Ritom's waters power the Gotthard （页面存档备份，存于）